# Энергетик (футбольный клуб, Бурштын)
«Энергетик» (укр. ФК «Енергетик») — бывший украинский профессиональный футбольный клуб из Бурштына Ивано-Франковской области. В сезоне 2011/12 выступал в Первенстве Украины. В мае 2012 года, до окончания первенства Украины, президент клуба Мирослав Лотоцкий сообщил, что «клуб уже сыграл свой последний матч не только в чемпионате, но и в его истории», по крайней мере — как профессиональный футбольный клуб.

## Прежние названия
- 1948—1949: команда г. Бурштын
- 1950—1957: «Колхозник»
- 1958—1962: команда г. Бурштын
- 1963 : «Энергетик»
- 1964 : ГРЭС Бурштын
- 1965—1966: «Энергетик»
- 1967 : ГРЭС Бурштын
- 1968 : «Энергомонтажник»
- 1969—1972: «Энергия»
- ?: «Авангард»
- 1976—1987: «Генератор»
- 1988—?: «Энергетик»
- ?—1995: «Домостроитель»
- ?—…: «Энергетик»

## История
Футбольная команда в Бурштыне основана в 1948 году. Тогда она участвовала в соревнованиях чемпионата Ивано-Франковской области. В 1950 году на базе команды был создан филиал Добровольного Сельского Спортивного Общества «Колхозник». Команда стала называться «Колхозник». В 1962—1966, когда строилась Бурштынская ГРЭС (Государственная Районная ЭлектроСтанция), команда перешла во владение хорошего спонсора. С разными названиями бурштынцы участвовали в местных соревнованиях. В 1967 году ГРЭС Бурштын выборол бронзовые медали в чемпионате Ивано-Франковской области. Следующий успех пришёл только в 1990 году — команда заняла второе место в чемпионате Ивано-Франковской области. В 90-х годах XX века команда из Бурштына одна из лучших в Ивано-Франковской области. В 1995 и 1997 снова второе место. В 1990 году дебют во всеукраинских соревнованиях коллективов физкультуры. Заняла 13-е место среди 16 команд. В следующем сезоне финишировала 11-й среди 15 команд. В сезоне 1997/98 «Энергетик» стартовал в соревнованиях Любительской лиги Украины и получил путёвку во Вторую лигу. В 1998 году клуб стал чемпионом Ивано-Франковской области. В сезоне 2004/05 клуб занял второе место в группе А Второй лиги, которое дало возможность выступать в Первой лиге.
В 2012 году основной инвестор футбольного клуба, Бурштынская ТЭС, получила нового собственника, и финансирование клуба было приостановлено. Затем, в мае 2012 года, ещё до окончания первенства Украины, президент клуба Мирослав Лотоцкий сообщил, что
клуб уже сыграл свой последний матч не только в чемпионате, но и в его истории, по крайней мере — как профессиональный футбольный клуб
.

## Выступления в чемпионатах
| Сезон   | Лига                  | И  | В  | Н  | П  | М     | О  | Место   |
| ------- | --------------------- | -- | -- | -- | -- | ----- | -- | ------- |
| 1998/99 | Вторая лига, группа А | 28 | 9  | 7  | 12 | 23−30 | 34 | 11 с 15 |
| 1999/00 | Вторая лига, группа А | 30 | 16 | 5  | 9  | 38−27 | 53 | 3 с 16  |
| 2000/01 | Вторая лига, группа А | 30 | 11 | 8  | 11 | 34−34 | 41 | 9 с 16  |
| 2001/02 | Вторая лига, группа А | 36 | 11 | 8  | 17 | 49−54 | 41 | 12 с 19 |
| 2002/03 | Вторая лига, группа А | 28 | 19 | 2  | 7  | 44−23 | 59 | 2 с 15  |
| 2003/04 | Вторая лига, группа А | 30 | 14 | 7  | 9  | 41−28 | 46 | 5 с 16  |
| 2004/05 | Вторая лига, группа А | 28 | 15 | 6  | 7  | 43−29 | 51 | 2 с 15  |
| 2005/06 | Первая лига           | 34 | 8  | 12 | 14 | 31−44 | 36 | 14 с 18 |
| 2006/07 | Первая лига           | 36 | 15 | 11 | 10 | 44−33 | 56 | 8 с 19  |
| 2007/08 | Первая лига           | 38 | 13 | 9  | 16 | 39−44 | 48 | 13 с 20 |